# Bilohorodka (Butscha)
Bilohorodka (ukrainisch Білогородка; russisch Белогородка Belogorodka) ist ein Dorf in der ukrainischen Oblast Kiew mit etwa 20.000 Einwohnern. Er liegt nur 10 Kilometer westlich von Kiew.
Bilohorodka ist vor allem dadurch bekannt, dass es sich an der Stelle der alten slawischen Stadt Belgorod (Weiße Stadt, vgl. Belgorod bzw. Belgrad) befand. Diese wurde spätestens im 9. Jahrhundert gegründet und 980 erstmals schriftlich erwähnt. Die Ortschaft samt Umland war zu dieser Zeit das persönliche Eigentum des Großfürsten von Kiew Wladimir I., der hier einen Palast und 991 eine Festung errichten ließ, die zu einem der stärksten Außenposten in der Verteidigung von Kiew gegen Nomaden wurde.

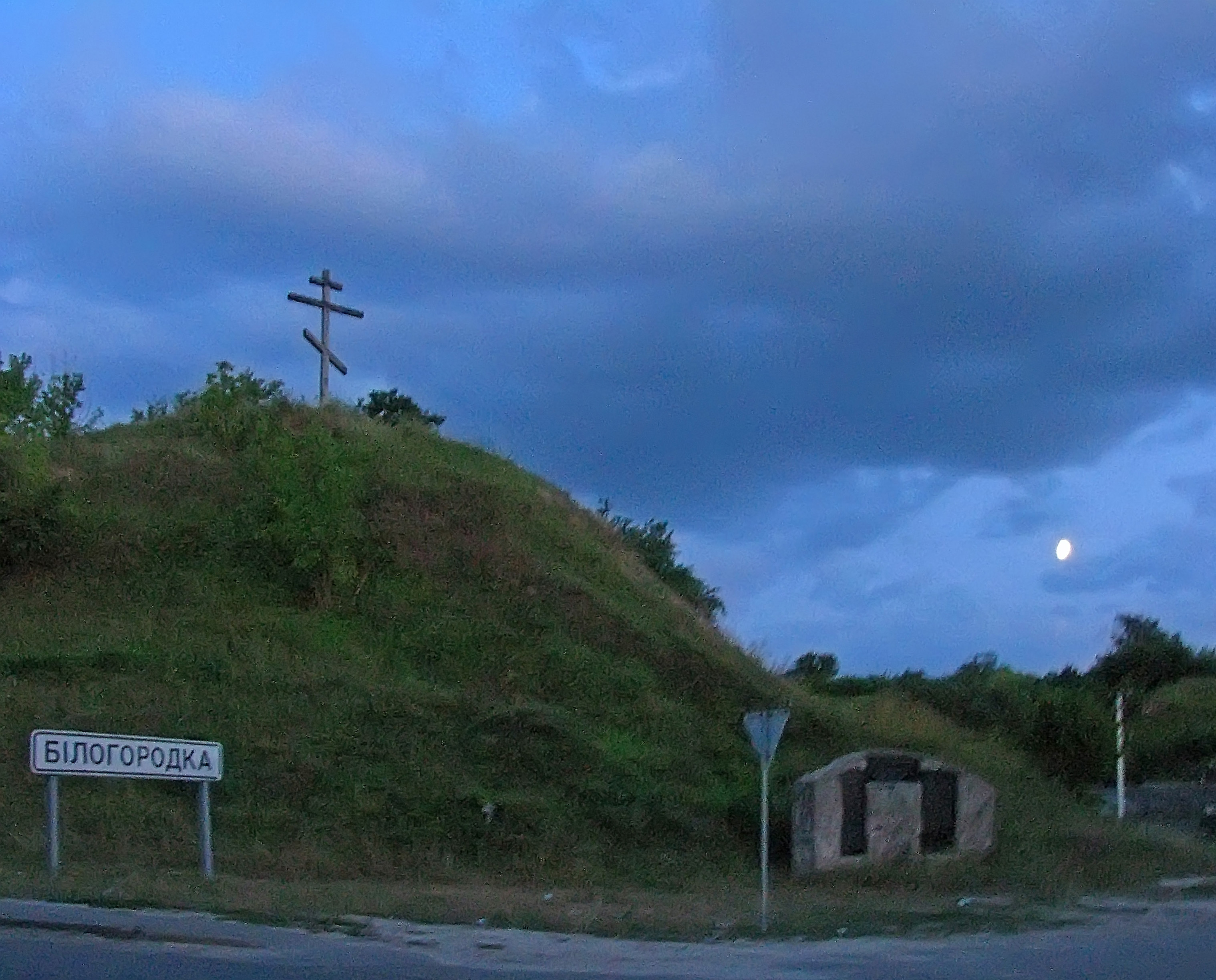
Festungshügel mit den Überresten einer 1000 Jahre alten Wallanlage. Nationales historisches Denkmal.
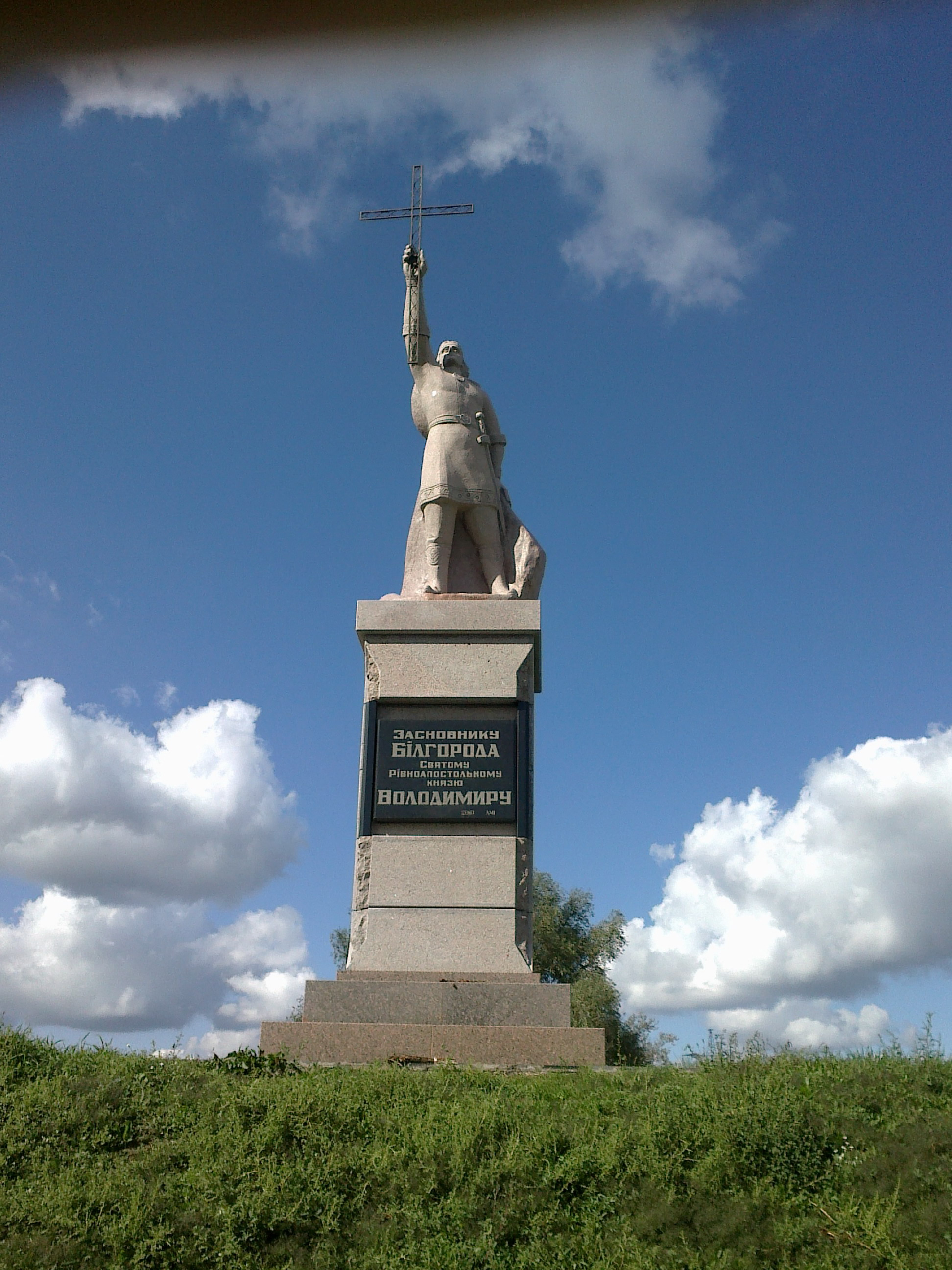
Denkmal für Fürst Wladimir – den Gründer der Stadt
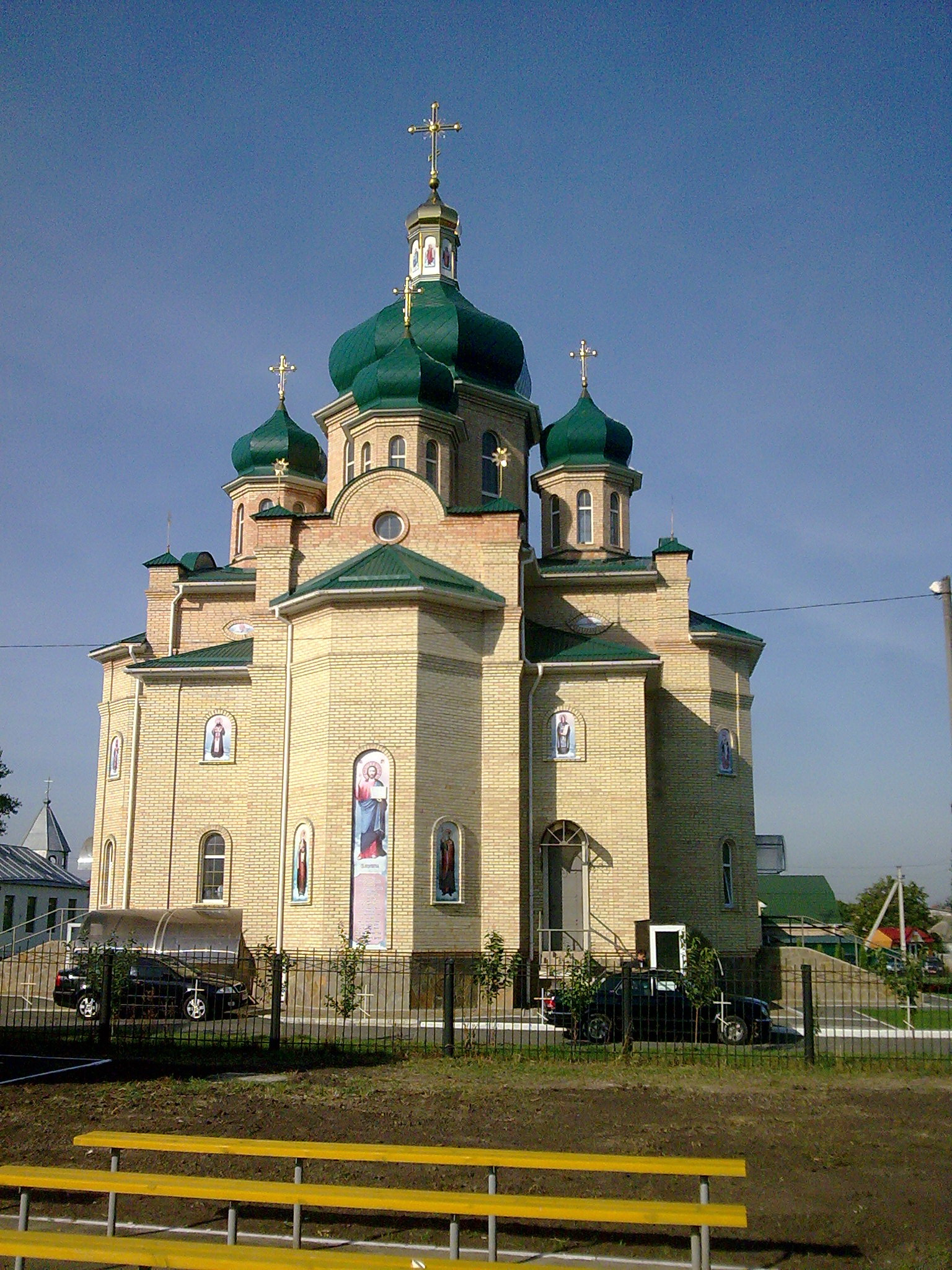
Moderne Kirche
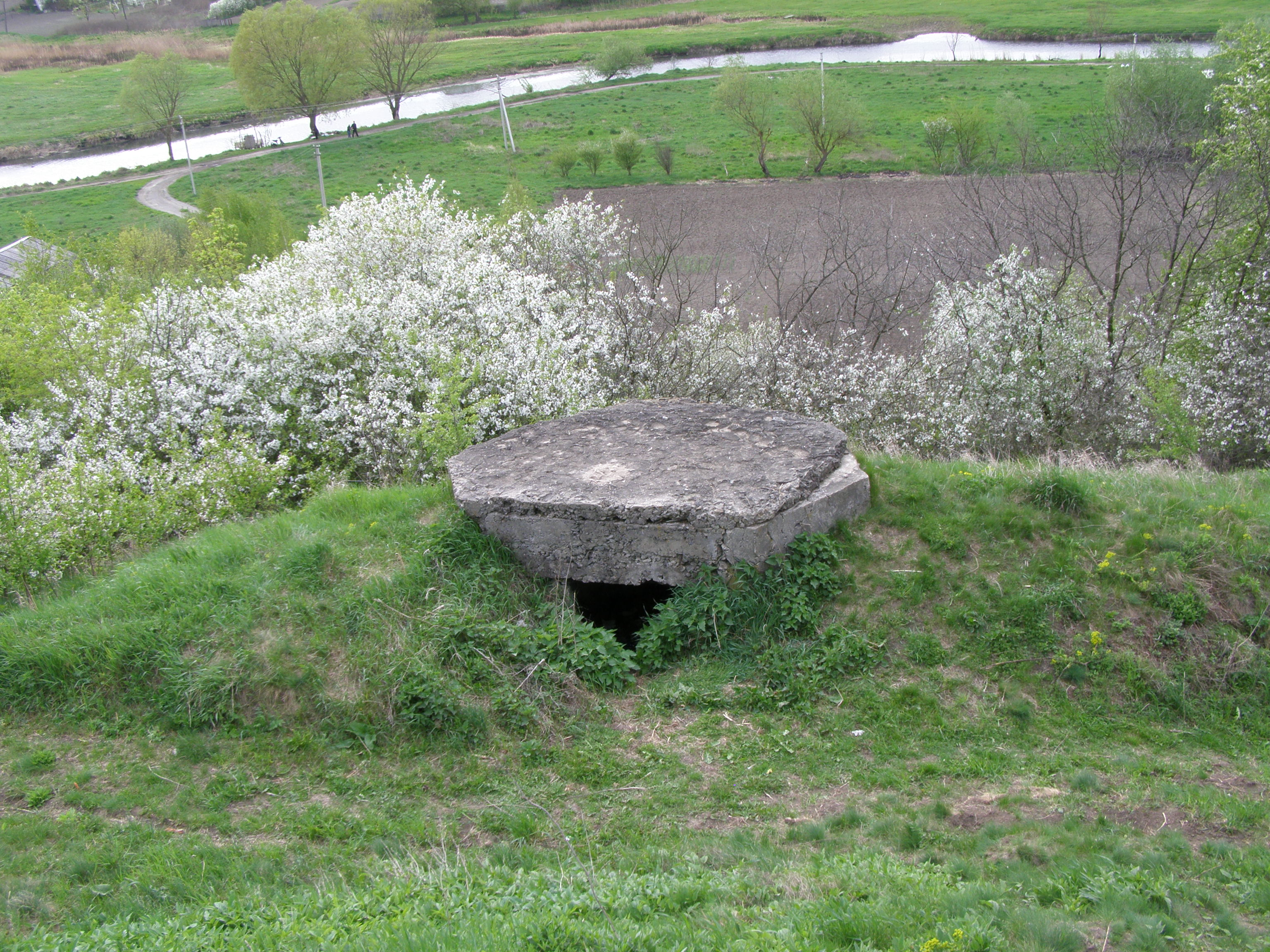
MG-Nest Typ „Barbet“ №380 in alten Wallanlage. Denkmal der Geschichte und Technik
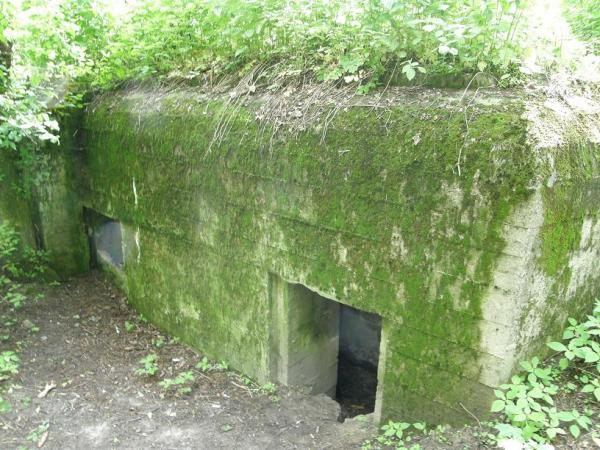
Bunker № 404 Denkmal der Geschichte und Technik

## Verwaltungsgliederung
Am 12. Juni 2020 wurde das Dorf zum Zentrum der neugegründeten Landgemeinde Bilohorodka (Білогородська сільська громада/Bilohorodska silska hromada). Zu dieser zählen auch die 9 in der untenstehenden Tabelle aufgelisteten Dörfer, bis dahin bildete es zusammen mit dem Dorf Schewtschenkowe die gleichnamige Landratsgemeinde Bilohorodka (Білогородська сільська рада/Bilohorodska silska rada) im Südwesten des Rajons Kiew-Swjatoschyn.
Am 17. Juli 2020 kam es im Zuge einer großen Rajonsreform zum Anschluss des Rajonsgebietes an den Rajon Butscha.
Folgende Orte sind neben dem Hauptort Bilohorodka Teil der Gemeinde:
| Name                     | Name            | Name                                |
| ukrainisch transkribiert | ukrainisch      | russisch                            |
| ------------------------ | --------------- | ----------------------------------- |
| Bobryzja                 | Бобриця         | Бобрица (Bobriza)                   |
| Hnatiwka                 | Гнатівка        | Гнатовка (Gnatowka)                 |
| Horenytschi              | Гореничі        | Гореничи (Gorenitschi)              |
| Luka                     | Лука            | Лука                                |
| Musytschi                | Музичі          | Музычи                              |
| Nehraschi                | Неграші         | Неграши (Negraschi)                 |
| Schewtschenkowe          | Шевченкове      | Шевченково (Schewtschenkowo)        |
| Stojanka                 | Стоянка         | Стоянка                             |
| Swjatopetriwske          | Святопетрівське | Святопетровское (Swjatopetrowskoje) |